# تيد بانكر
تيد بانكر (بالإنجليزية: Ted Banker)‏ هو لاعب كرة قدم أمريكية أمريكي، ولد في 17 فبراير 1961 في مايلستيدت في الولايات المتحدة.

## وصلات خارجية
- تيد بانكر على موقع مرجع كرة القدم المحترفة.كوم (الإنجليزية)